# Интеллигентность
Интеллиге́нтность (лат. intelligens, intelligentis «знающий, понимающий, разумный») — высокий уровень развития интеллекта, образованность, высокая культура поведения.
Термин интеллиге́нтность употребляется в различных контекстах.
В социально-педагогическом смысле интеллигентность —

свойство личности, выражающееся в настроенности на культуру, на разум, на понимание и ощущение ценности произведений культуры, проявляется во всех сферах деятельности человека — интеллектуальной, творческой, бытовой, означает умение человека воспринимать чужую культуру, желание выслушать и понять другого человека, терпимость к иному мнению, способность к сочувствию, состраданию. Интеллигентного человека отличают воспитанность, вежливость, тактичность, скромность и др., и не обязательно свойственна людям, которых по роду их занятий, уровню полученного образования принято относить к интеллигенции, тесно связана с нравственностью и не совместима с агрессивностью, нетерпимостью, непримиримостью.

В социальной психологии интеллигентность —

сплав умственных и этических достоинств человека, выражает высокий уровень умственного развития и нравственной культуры личности. Интеллигентность проявляется в ширине и глубине эрудиции человека, богатстве его знаний и внутреннего мира. Интеллигентность включает в себя сложный комплекс нравственных качеств, где образование — лишь один из элементов, и поэтому, интеллигентным может быть и рабочий, и продавец, и рядовой колхозник, если он порядочен и честен, добр и благожелателен к окружающим, если он умён и начитан, и постоянно стремится к самосовершенствованию. У интеллигентного человека обостренное чувство социальной справедливости, он следует велениям совести, тактичен, терпим к инакомыслию, ориентирован на общечеловеческие ценности, ему свойственен интернационализм. Интеллигентность — условие развития личности и общества.

Словарь Ожегова определяет несколько значений интеллигентного человека: как принадлежащего к интеллигенции, а также вообще обладающего большой внутренней культурой.